# Donnery
 Donnery  es una población y comuna francesa, situada en la región de Centro, departamento de Loiret, en el distrito de Orleans y cantón de Chécy.

## Personas relacionadas
- Adrienne Bolland, aviadora.

## Demografía
| 656 | 651 | 805 | 1961 | 2054 | 2022 |
| Para los censos de 1962 a 1999 la población legal corresponde a la población sin duplicidades (Fuente: INSEE [Consultar]) |     |     |      |      |      |